# WrestleMania XXIX

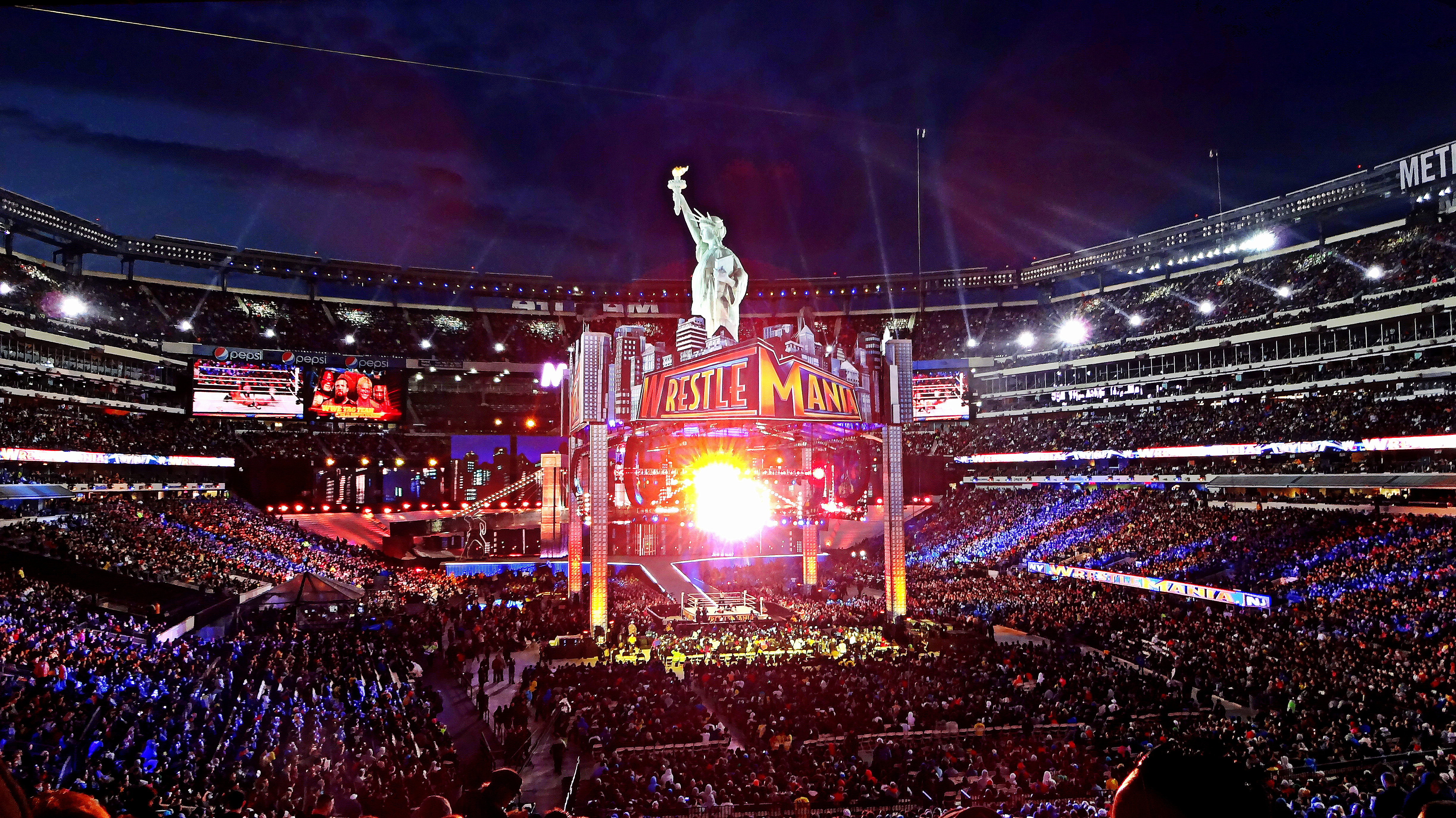
Wrestlemania 29 Stage

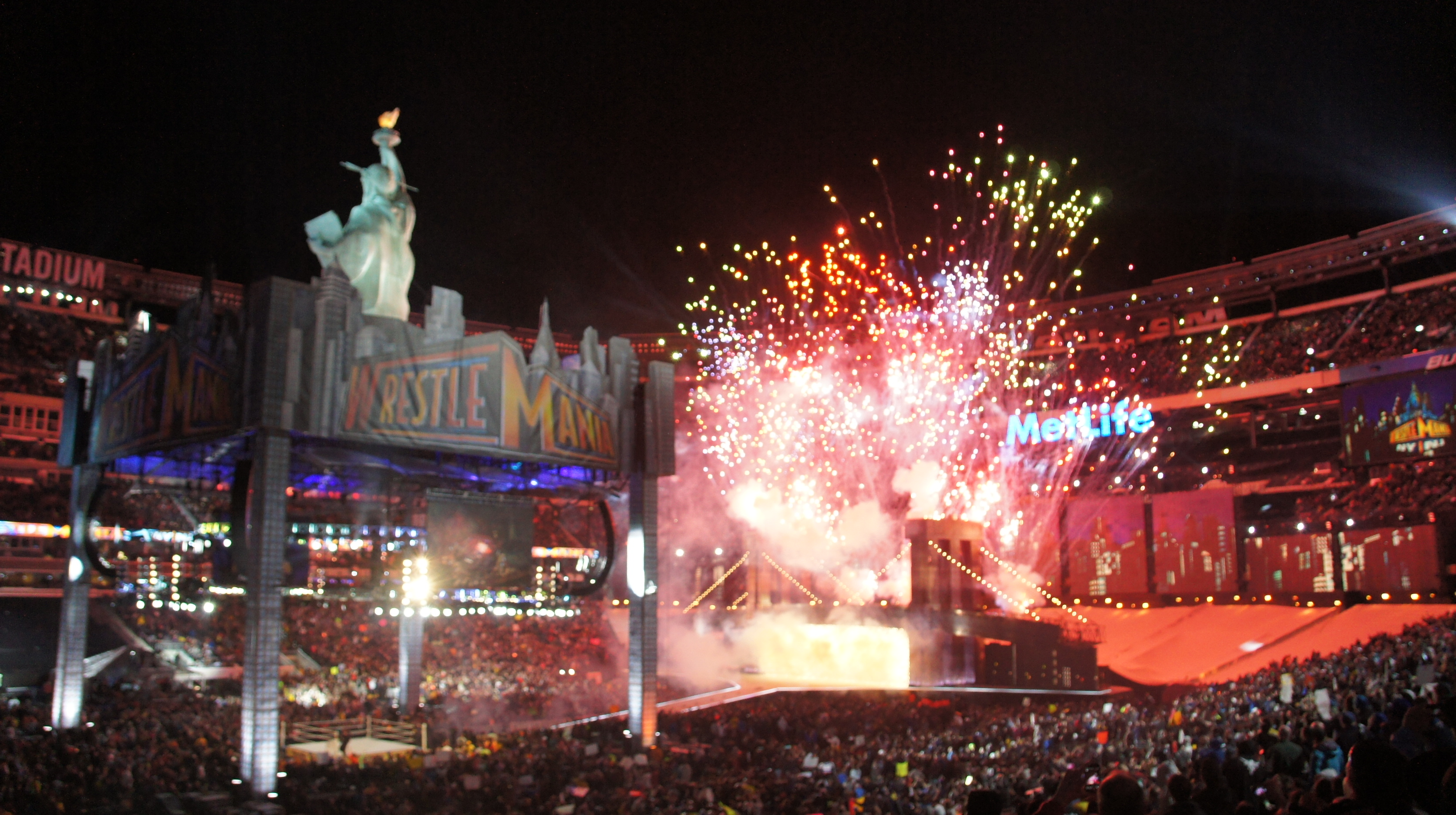
PyropendantMania

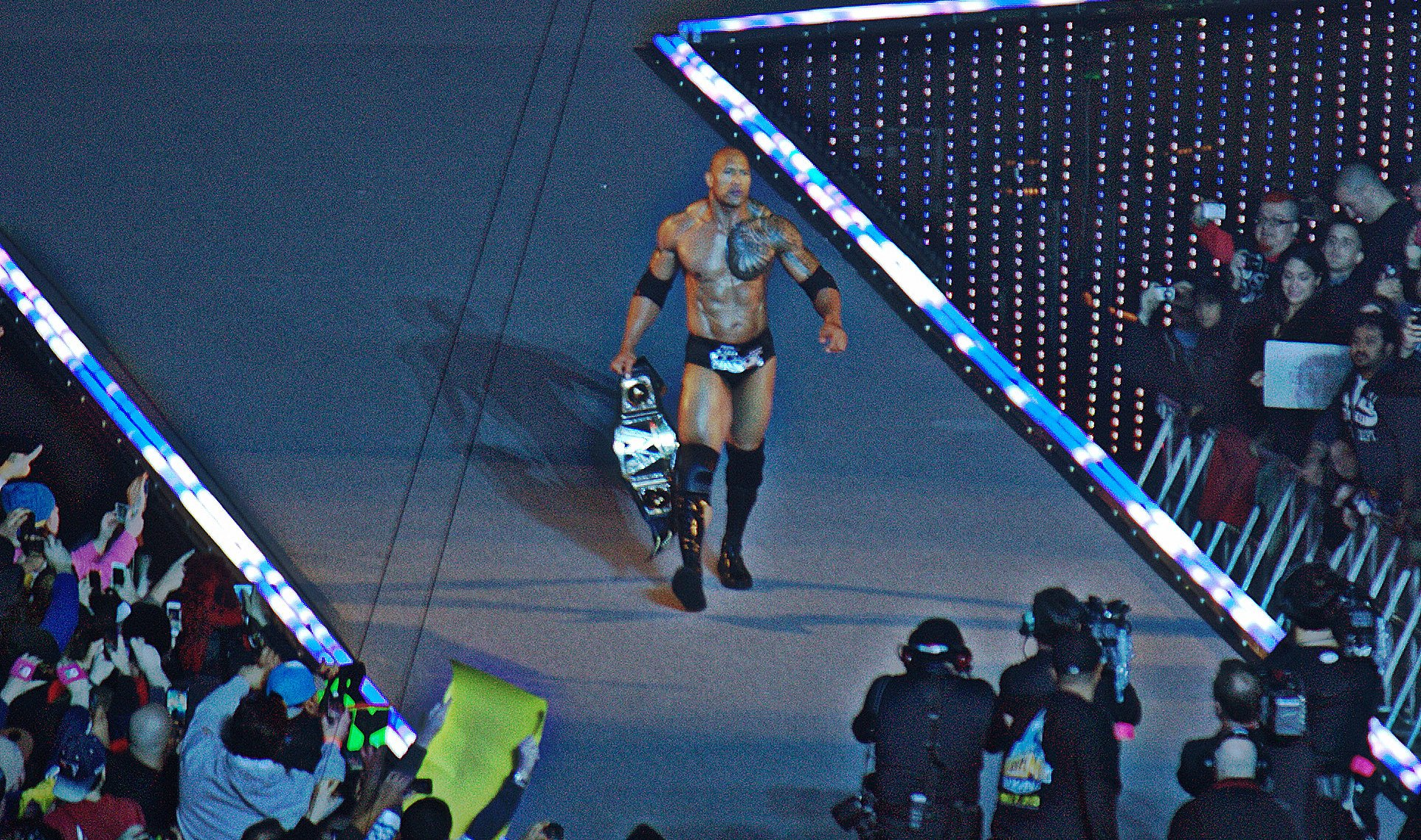
The Rock Wrestlemania 29

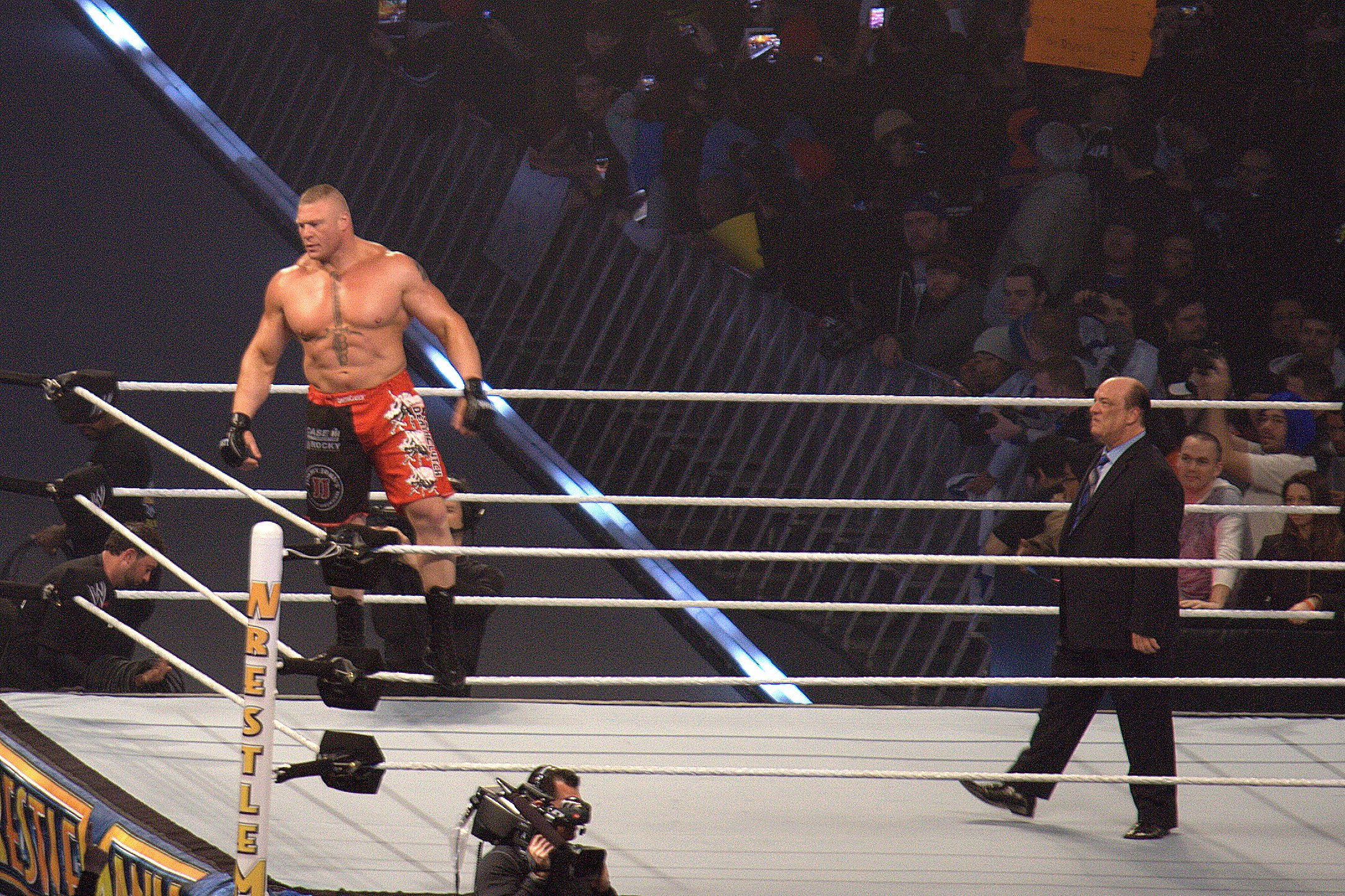
Brock Lesnar with Paul Heyman

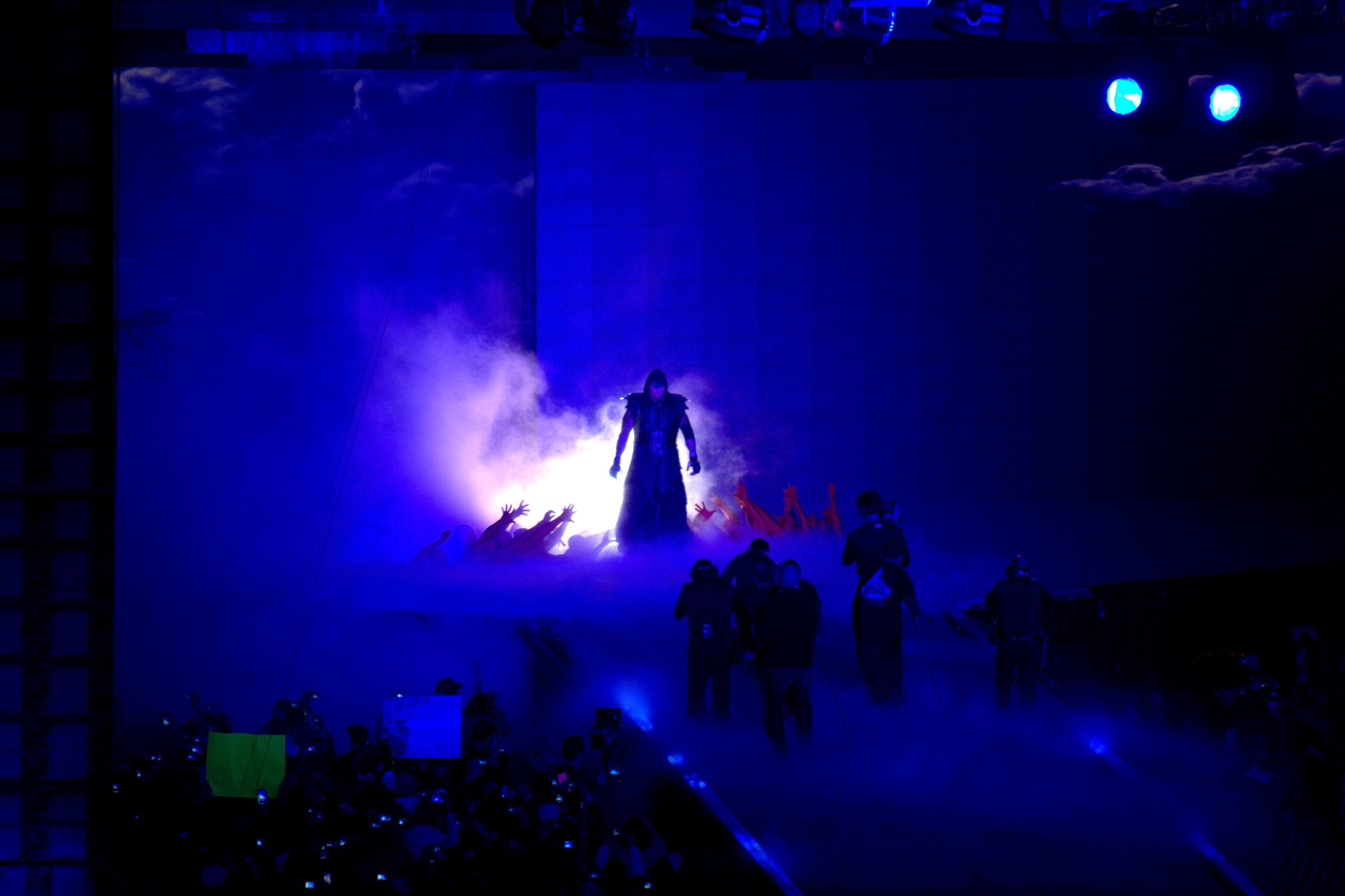
Undertaker Wrestlemania 29

WrestleMania 29 a fost douăzecișinoua editie a WrestleMania, un eveniment pay-per-view de wrestling profesionist , produs de WWE. A avut loc pe 7 aprilie din 2013 de la MetLife Stadium, în East Rutherford, New Jersey. Tema oficială a evenimentului a fost "Predați-vă" de la Angels & Airwaves, "Coming Home" Diddy-Dirty Money si Skylar Grey, și "Bones" de la Young Guns. Tema oficială a evenimentului a fost "WrestleMania is Coming Home"("WrestleMania vine acasă").
Această ediție a fost cea de-a cincea în a avea loc în New York, zona metropolitană, după WrestleMania I, X, XX , și o parte din WrestleMania 2 (care s-a desfășurat în trei locuri diferite). Această ediție este cea de-a cincea din istorie și a doua consecutiva în a fi ținută în aer liber, după WrestleMania XXVIII, ediția 2012. Acest WrestleMania a prezentat cea de-a doua-cea mai mare marca de participare pentru acest eveniment, cu un total de 80 676 de persoane, depășind 80 103 din WrestleMania 23.
WrestleMania 29 a contat cu nouă lupte, fiind Rock impotriva lui John Cena pentru centura WWE eventul principal. Alte lupte ce au avut loc au fost The Undertaker împotriva lui CM Punk, Alberto Del Rio împotriva lui Jack Swagger pentru WWE World Heavyweight Championship, iar Triple H împotriva Brock Lesnar intr-un No holds Barred match.

## Rezultate
- The Shield (Seth Rollins, Dean Ambrose și Roman Reigns) i-a învins pe Randy Orton, Big Show și Sheamus (10:34)
  - Ambrose l-a numărat pe Orton după un Spear a lui Reigns
  - După luptă, Show i-a aplicat un KO Punch lui Orton și Sheamus, devenind heel.
- Mark Henry l-a învins pe Ryback (8:02)
  - Henry l-a numărat pe Ryback după ce acesta a încercat sa-i faca manevra de final dar Henry a cazut peste el.
- Team Hell No (Daniel Bryan și Kane) i-a învins pe Dolph Ziggler și Big E Langston păstrându-și titlul WWE Tag Team Championship (6:19)
  - Bryan l-a numărat pe Ziggler după un Chokeslam a lui Kane și un Flying Goat
- Fandango l-a învins pe Chris Jericho (9:11)
  - Fandango l-a numărat pe Jericho după un «Small Package»
- Alberto del Rio l-a învins pe Jack Swagger păstrându-și titlul WWE World Heavyweight Championship (10:28)
  - Del Rio l-a făcut pe Swagger sa cedeze cu un «Cross Armbreaker»
- The Undertaker l-a învins pe CM Punk (cu Paul Heyman) (22:07)
  - Undertaker l-a numarat pe Punk dupa un «Tombstone Piledriver»
  - După meci, invictul lui Undertaker la WrestleMania a suit la 21-0
- No Holds Barred Match: Triple H (cu Shawn Michaels) l-a învins pe Brock Lesnar (cu Paul Heyman) (23:58)
  - Triple H l-a numărat pe Lesnar după o lovitura cu baros-ul și un Pedigree pe niște scări
- John Cena l-a învins pe The Rock câștigând titlul WWE Championship (24:00)
  - Cena l-a acoperit pe Rock dupa un «Attitude Adjustment»
  - După meci Cena și The Rock sia-u dat mâna si o înbrățișare în semnal de respect.